# Tambourissa manongarivensis
Tambourissa manongarivensis är en tvåhjärtbladig växtart som beskrevs av David H. Lorence. Tambourissa manongarivensis ingår i släktet Tambourissa och familjen Monimiaceae. Inga underarter finns listade i Catalogue of Life.